# Jorge Andrés Martínez Boero
Jorge Andrés Martínez Boero (San Carlos de Bolívar, 3 juli 1973 – Mar del Plata, 1 januari 2012) was een Argentijns motorcoureur. Hij was een zoon van de Argentijnse autocoureur Jorge Martínez Boero.
Boero crashte op 1 januari 2012 tijdens de eerste etappe van de Dakar-rally, die werd gehouden in Argentinië. Hij werd met een traumahelikopter naar een ziekenhuis in Mar del Plata vervoerd maar stierf onderweg aan een hartstilstand. Hij is 38 jaar oud geworden.